# Sergio Concha Rodríguez
Sergio Emiliano Concha Rodríguez (mayo de 1931-19 de mayo de 2020) fue un abogado, sacerdote y activista por los derechos humanos chileno. Fue reconocido por su rol como litigante en diversas causas judiciales sobre violaciones de los derechos humanos cometidas durante la dictadura militar en su país.

## Biografía
Hijo del abogado Sergio Concha Garcés y de Eugenia Rodríguez Ortúzar. Tuvo siete hermanos, uno de ellos Andrés Concha, dirigente gremial.
Estudió en la Facultad de Derecho de la Universidad de Chile, titulándose como abogado el 6 de mayo de 1955. Su memoria de pregrado consistió en los «Antecedentes históricos del Código Civil chileno», estudio realizado en conjunto con otros cuatro estudiantes, entre ellos, Paulino Varas. Posteriormente ingresó a la Congregación de Santa Cruz, en donde fue ordenado sacerdote, y realizó un doctorado en teología en Italia.
A su regreso a Chile, a fines de la década de 1960, asumió como párroco en Lo Barnechea, además de dar clases de sexualidad y vida matrimonial en la Pontificia Universidad Católica de Chile. En 1972 fue parte de una declaración emitida por sacerdotes y laicos en La Habana donde se criticaba a la iglesia católica latinoamericana por su «actitud contraria a los pobres y ante los genocidios cometidos por las clases dominantes». En 1996 renunció al sacerdocio y adoptó a un joven de 16 años.
Falleció el 19 de mayo de 2020.

## Abogado de derechos humanos
Tras el golpe de Estado de 1973, comenzó a ejercer su profesión de abogado, representando a los familiares de prisioneros políticos y detenidos desaparecidos. En 1974 se unió al Comité Pro Paz, siendo el redactor y litigante en los primeros recursos de amparo presentados en contra de la dictadura de Augusto Pinochet. Posteriormente se incorporó a otras organizaciones de derechos humanos, como la Vicaría de la Solidaridad, la Corporación de Promoción y Defensa de los Derechos del Pueblo (CODEPU), y la Fundación de Ayuda Social de las Iglesias Cristianas (FASIC).
Uno de los casos más importantes llevados por Concha fue el de Enrique Poblete Córdova, militante del MIR que fue detenido y desaparecido durante la dictadura. En primera instancia, el Segundo Juzgado Militar de Santiago sobreseyó a los acusados por dicho crimen. Concha presentó un recurso de casación ante la Corte Suprema, cuya Sala Penal acogió la tesis de la desaparición forzada como un «delito permanente», y por tanto imprescriptible, además de no ser procedente la aplicación de la Ley de Amnistía en razón de la supremacía de los tratados internacionales de derechos humanos ratificados por Chile. Dicha sentencia, emitida el 9 de septiembre de 1998, tuvo una alta influencia en fallos posteriores que permitieron reabrir casos de violaciones a los derechos humanos.

En tales circunstancias omitir aplicar dichas disposiciones importa un error de derecho que debe ser corregido por la vía de este recurso, en especial si se tiene presente que de acuerdo a los principios del Derecho Internacional los Tratados Internacionales deben interpretarse y cumplirse de buena fe por los Estados; de lo que se colige que el Derecho Interno debe adecuarse a ellos y el legislador conciliar las nuevas normas que dicte a dichos instrumentos internacionales, evitando transgredir sus principios, sin la previa denuncia de los Convenios respectivos;
Sala Penal de la Corte Suprema, Sentencia en Recurso de Casación, rol 469-98, de 9 de septiembre de 1998.

En 1998 formó parte de una declaración pública de abogados de derechos humanos donde se criticó al gobierno de Eduardo Frei Ruiz-Tagle por su posición ante el arresto de Augusto Pinochet en Londres, acusando la realización de «una serie de actividades diplomáticas tendientes a garantizar su impunidad». Posteriormente se incorporó como abogado del Programa de Derechos Humanos dependiente del Ministerio del Interior y Seguridad Pública. En 2014 fue nominado al Premio Nacional de los Derechos Humanos.